# Jagodnoje (Magadan)
Jagodnoje (russisch Ягодное) ist eine Siedlung städtischen Typs in der Oblast Magadan (Russland) mit 2846 Einwohnern (Stand 1. Oktober 2021).

## Geographie
Die Siedlung liegt im südöstlichen Teil des in diesem Gebiet gut 1000 m hohen Tscherskigebirges am linken Ufer des linken Kolyma-Zuflusses Debin. Sie befindet sich etwa 340 Kilometer Luftlinie in nordnordwestlicher Richtung vom Oblastverwaltungszentrum Magadan.
Jagodnoje ist Verwaltungszentrum des nach ihm benannten Rajons Jagodninski.

## Geschichte
Der Ort entstand 1934 im Zusammenhang mit dem Bau der Kolymatrasse, einer Straße von Magadan nach Ust-Nera, und der Entwicklung des Goldbergbaus im Gebiet. Der Name ist vom russischen Wort jagoda für Beere abgeleitet. Von 1949 bis 1957 befand sich in Jagodnoje die Verwaltung des Nördlichen Lagers (SewLag), eines Straflagers der Dalstroi-Verwaltung im System des Gulag mit bis zu 15.800 Häftlingen, die in Berg- und Straßenbau sowie der Forstwirtschaft eingesetzt wurden.
1953 wurde Jagodnoje zugleich mit der Einrichtung des Rajons der Status einer Siedlung städtischen Typs verliehen.

### Bevölkerungsentwicklung
| Jahr | Einwohner |
| ---- | --------- |
| 1959 | 5.721     |
| 1970 | 8.088     |
| 1979 | 9.392     |
| 1989 | 11.024    |
| 2002 | 5.050     |
| 2010 | 4.210     |
| 2021 | 2.846     |

Anmerkung:: Volkszählungsdaten

## Kultur, Bildung und Sehenswürdigkeiten
1991 wurde in Jagodnoje ein Denkmal für die Opfer der Stalinschen Repressionen der 1920er- bis 1950er-Jahre errichtet, 1994 ein zugehöriges Museum.

## Wirtschaft und Infrastruktur
Ortsbildender Wirtschaftszweig ist der Goldbergbau, der jedoch seit dem Zerfall der Sowjetunion fast zum Erliegen gekommen ist. Auch andere Betriebe, wie der Baustoffwirtschaft und der Lebensmittelversorgung, wurden geschlossen, was in der massenhaften Abwanderung der Bevölkerung resultierte.
Jagodnoje liegt an der Fernstraße R504 Kolyma, wie die Kolymatrasse heute offiziell heißt, und ist auf dieser etwa 550 km von Magadan entfernt. In Jagodnoje zweigt eine Straße zu den (früheren) Bergbauzentren Werchni At-Urjach (35 km entfernt) und Elgen ab.

## Persönlichkeiten
- Diana Arbenina (* 1974), Sängerin der Rockband Notschnyje Snaipery, verbrachte Kindheit und Jugend in Jagodnoje
- Olga Perschina (* 1955 in Jagodnoje), Folk- und Rocksängerin, Autorin
- Warlam Schalamow (1907–1982), Schriftsteller, wurde als Lagerhäftling 1943 in Jagodnoje zu weiteren 10 Jahren Haft verurteilt
- Juri Schewtschuk (* 1957), Rockmusiker
- Igor Wyssozki (1953–2023), Boxer